# 陳嘉信 (1962年)
陳嘉信（英語：Wilson Chan Ka-shun，1962年—），香港高等法院原訟法庭法官，港版國安法指定法官。

## 簡歷
陳嘉信於1962年在香港出生，曾在英國倫敦大學學院取得法學士學位。1985年間於英格蘭及威爾斯及香港獲大律師資格後私人執業，1995年在新加坡最高法院獲訟辯人資格，2013年獲委任為區域法院法官，2017年1月獲委任為高等法院原訟法庭法官。

## 事件
2017年10月17日，陳嘉信法官被一名疑因申索案件的上诉申请遭驳回的装修工人在法庭內被男子用刀指嚇。
2023年1月11日，原來負責審理民主派初選案的《港版國安法》指定法官陳嘉信因健康問題不再參與案件，需要更換法官，審訊因此延後一至兩周。

## 抄襲風波
2023年6月9日，高等法院上訴法庭一宗民事商標案件頒下判詞，指陳嘉信在2021年一宗商標案的判詞被指超過98%內容是抄襲原告的書面陳詞，餘下2%的內容無一句完整句子完全由陳官寫出。終審法院首席法官張舉能表示絕不能接受抄襲行為，並和高等法院首席法官潘兆初就抄襲一事對其作出嚴肅訓誡。高等法院上訴庭下令將案件發還由另一名法官重審。
2023年6月14日，在鷹君集團創辦人羅鷹石孻子羅啟瑞的民事上訴案中，陳嘉信就的判詞，被指抄襲原告書面陳詞，案件發還重審，上訴庭處理上訴時不會就陳嘉信的判詞給予比重，又或只會給予很少比重。上訴庭亦提及多宗涉「司法抄襲」的案例，其中包括兩宗牽涉陳嘉信的案例。2020年3月19日涉逆權侵佔的案件，上訴庭在判詞提醒原審法官應避免從陳詞中嚴重抄襲，以免令人覺得法官沒就議題獨立判斷。在2020年12月11日的藐視法庭上訴案件中，上訴庭指陳的判詞中61/70段近乎一字不漏地抄襲原告的陳詞。上訴庭副庭長關淑馨指出，陳嘉信在239段判辭中有221段為抄襲所得，予人司法公義未獲彰顯之感，並將案件發還其他法官重審。
抄襲情況在香港司法界並不多見，抄襲風波引起外界質疑其公信力，影響司法信心，特別是陳嘉信於2023年6月12日起負責審理《願榮光歸香港》歌曲禁制令案。

## 榮譽

### 殊勳
- 官守太平紳士（J.P.）（2010年7月1日－）[10]